# Santo Stefano degli Ungheresi
Santo Stefano degli Ungheresi ou Santo Estêvão dos Húngaros, conhecida ainda como San Stefanino e Santo Stefano degli Unni, era a igreja nacional dos húngaros em Roma e ficava perto do Vaticano. Dedicada a Santo Estêvão da Hungria, foi demolida em 1776 para abrir espaço para uma ampliação da Basílica de São Pedro.

## Descrição
A igreja de Santo Stefano foi fundada por Carlos Magno no século IX. Era um edifício de plano basilical com três naves. As oito colunas de granito que suportavam o teto eram spolia de templos romanos. Ela foi concedida ao rei Estêvão I da Hungria em 1000 pelo papa Silvestre II, o primeiro rei dos magiares e que havia recebido sua coroa de Silvestre naquele mesmo ano.
Estêvão restaurou e ampliou o antigo edifício da igreja, construiu uma casa capitular para doze cônegos e uma hospedaria para viajantes húngaros (predecessora da moderna Casa di Santo Stefano). As "instituições húngaras", como o complexo era chamado, tinha um importante papel na manutenção das intensas relações diplomáticas entre o Reino da Hungria e a Santa Sé. Também era um local de estudos para clérigos e intelectuais húngaros vivendo em Roma.
O complexo estava rodeado de outras construções rurais, como celeiros, barracões e moendas; tudo rodeado por uma muralha.
As "instituições húngaras" eram sustentadas pela receita de grandes propriedades nas vizinhanças de Roma. Estas propriedades, presenteadas a Estêvão I pelo papa, permaneceram nas mãos do Reino da Hungria por séculos. A última, em Celsano, só foi perdida depois da Segunda Guerra Mundial, já em meados do século XX.
O rei Estêvão I foi canonizado em 1083 e a igreja foi dedicada a ele sob o nome de Santo Stefano dei Ungheresi. Ela foi restaurada por Sigismundo de Luxemburgo, rei da Hungria, no século XV. Posteriormente, foi deixada a cargo dos padres paulinos, a única ordem monástica fundada por húngaros.
No século XVI, a vizinha Antiga Basílica de São Pedro foi reconstruída durante o Renascimento e muito ampliada. a casa capitular dos húngaros e maior parte dos edifícios rurais foram demolidos para abrir espaço para a nova Basílica de São Pedro.

## Demolição
Em 1776, o papa Pio VI construiu uma nova sacristia para a Basílica de São Pedro e expropriou a antiga igreja de Santo Stefano, doado 7 500 scudi para o Collegium Germanicum et Hungaricum como compensação pela perda. Os húngaros perderam a sua igreja nacional em Roma, mas, extra-oficialmente, Santo Stefano Rotondo, no Monte Célio, assumiu este papel depois que Pio VI construiu lá uma nova capela para Santo Estêvão. Sete das oito colunas romanas originais de granito da antiga igreja foram reutilizadas na nova sacristia de São Pedro.